# Luparense Calcio a 5 2006-2007
Dopo la delusione subita l'anno precedente, la Luparense comincia il campionato decisa a prendersi una rivincita anche grazie agli arrivi di molti nuovi giocatori fra i quali Humberto Honorio, futura colonna della squadra per oltre un decennio, e Sandrinho. Al termine di una partita combattuta contro l'Arzignano, la squadra è sconfitta nella Supercoppa italiana; mentre perde la Coppa Italia contro il Montesilvano.
In campionato "i lupi" chiudono la stagione regolare al primo posto davanti alla Lazio Nepi, che successivamente batterà in finale play-off aggiudicandosi lo scudetto.

## Rosa
| N° | Naz.                                   | Ruolo      | Sportivo            | Anno     |  |  |
| -- | -------------------------------------- | ---------- | ------------------- | -------- |  |  |
| 1  | Italia (bandiera)                      | Portiere   | Alexandre Feller    | 28.09.71 |  |  |
| 2  | Italia (bandiera)                      | Universale | Fernando Grana      | 26.08.79 |  |  |
| 3  | Brasile (bandiera)                     | Centrale   | Márcio Brancher     | 21.05.67 |  |  |
| 4  | Brasile (bandiera)                     | Laterale   | Rodrigo Teixeira    | 24.09.79 |  |  |
| 5  | Brasile (bandiera)                     | Pivot      | Jadder Dantas       | 06.12.84 |  |  |
| 6  | Brasile (bandiera)                     | Laterale   | Rogério Mielo       | 11.02.77 |  |  |
| 7  | Brasile (bandiera)                     | Laterale   | Sandrinho           | 15.06.73 |  |  |
| 8  | Italia (bandiera) · Brasile (bandiera) | Universale | Patrick Nora        | 16.05.79 |  |  |
| 9  | Italia (bandiera) · Brasile (bandiera) | Pivot      | Humberto Honorio    | 21.07.83 |  |  |
| 10 | Italia (bandiera) · Brasile (bandiera) | Laterale   | Vampeta             | 18.07.84 |  |  |
| 11 | Brasile (bandiera)                     | Centrale   | Marcelo Cabezaolias | 03.05.85 |  |  |
| 12 | Italia (bandiera)                      | Portiere   | Davide Putano       | 09.06.85 |  |  |
| 13 | Brasile (bandiera)                     | Centrale   | Roberto Cazzetta    | 13.05.88 |  |  |
| 14 | Brasile (bandiera)                     | Laterale   | Marcelo Bianchi     | 25.09.87 |  |  |
| 18 | Italia (bandiera)                      | Portiere   | Marco Lorenzin      | 26.02.85 |  |  |